# السليلة
السليلة، قرية من قرى محافظة العلا، والتابعة لمنطقة المدينة المنورة في السعودية. تقع في شمال المدينة المنورة، وتبعد عنها بمسافة تقارب ( 170) كيلو متر، وعن العلا بمسافة تقارب ( 174) كيلو متر.

## مركز السليلة
مركز السليلة: هو من مراكز فئة (ب)
الموقعيقع المركز في الجزء الجنوبي من محافظة العلا .
المساحةتبلغ مساحته (1,269كم2)، وتمثل 4,34% من مساحة المحافظة، ويأتي في المرتبة الثانية.
السكانيبلغ عدد سكانه (4191) نسمة، ويأتي في المرتبة الرابعة.
بعد المركز عن المحافظةيقع المركز على بعد (160كم) من المحافظة، والطريق المؤدي إليها ترابي، ويعتبر المركز في المرتبة العاشرة من حيث القرب من مقر المحافظة.